# 香港道教聯合會鄧顯紀念中學
香港道教聯合會鄧顯紀念中學（英語：Hong Kong Taoist Association Tang Hin Memorial Secondary School，簡稱THMSS）是一所位於新界上水的男女英文中學，以英語為主要教學語言，是一所Band1中學。

## 校政管理
歷任校監
1. 湯偉奇

歷任校長
1. 潘萱蔚（1982 - 2007）[1]
2. 劉志遠（2007 - 2020）
3. 黃信德（2020 - 至今）

## 辦學理想
全力推行德智體群美五育並重的全人教育， 期望所有畢業生都成為品格端正及學識淵博的社會棟樑。

## 歷史
學校創辦人鄧顯先生為印尼華商，生平仗義疏財，以辦學培育人才為志。其後人先於1972年在葵涌建立鄧顯紀念學校（小學），後於1982年捐款於上水建立鄧顯紀念中學，為香港道教聯合會第二間中學。學校在成立初期為一所第五組別的學校，後經師生努力，成為第一組別的學校，更在2007年、2008年、2015及2025年的會考和文憑試中，誕生了四名狀元。

## 校園介紹
校園為一座連環型校舍，佔地5400平方米，共五層。
設施包括一個禮堂、二十七個課室和四個實驗室（化學、物理、生物、綜合科學實驗室）、地理室、音樂室、美術室、圖書館、多媒體學習中心、兩個電腦室、設計與科技創作中心、資源中心、三個教師用電腦室（教員室）、活動室、藝術廊、會議室和輔導室。
此外，校園有一個天台花園、一個空中花園、一個有蓋操場、兩個露天操場（籃球場、足球場）、「樂然徑」以及兩個「龜池」。

## 資料來源
1. ↑  盧子健、何安達. . 天地圖書. 1994: 571.

## 外部連結
- 官方网站

22°29′57.73″N 114°7′44.31″E / 22.4993694°N 114.1289750°E